# Aulonogyrus (Aulonogyrus)
Aulonogyrus (Aulonogyrus) – podrodzaj wodnych chrząszczy z rodziny krętakowatych i podrodziny Gyrininae.
Należą tu m.in. następujące gatunki:
- Aulonogyrus angustatus (Dahl, 1823)
- Aulonogyrus antipodum Fauvel, 1903
- Aulonogyrus arrowi Régimbart, 1907
- Aulonogyrus capensis Bjerken, 1787
- Aulonogyrus concinnus (Klug, 1834)
- Aulonogyrus convena Guignot, 1955
- Aulonogyrus inyanganensis Mazzoldi, 1996
- Aulonogyrus marginatus (Aubé, 1838)
- Aulonogyrus striatus (Fabricius, 1792)
- Aulonogyrus strigosus (Fabricius, 1801)